# Erik XIV:s krona

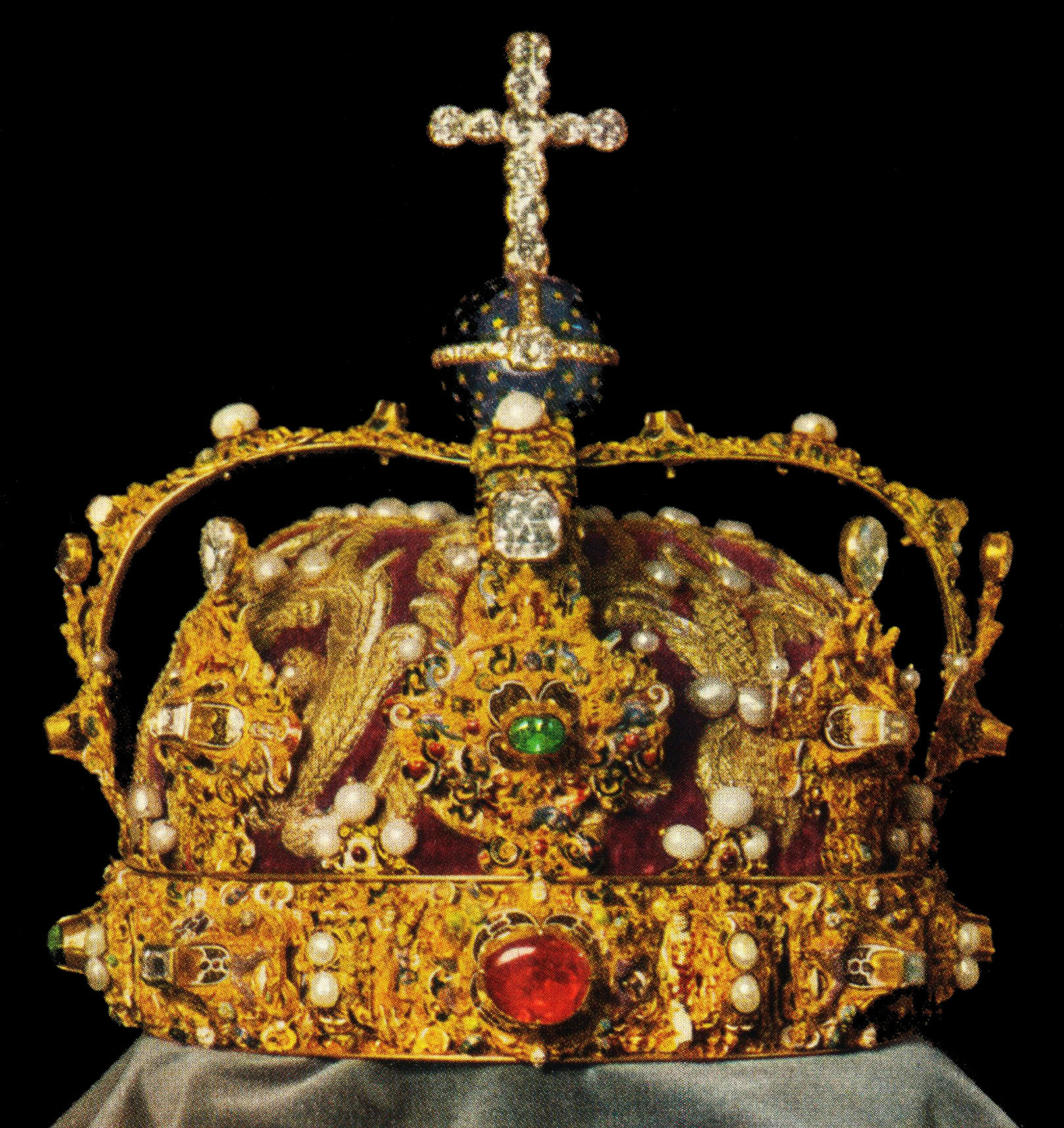
Erik XIV:s krona i något förändrat skick före 1970.
Den blå korsgloben och det stora briljantkorset sattes dit 1818 och ersatte den äldre korsgloben med ett mindre emaljerat kors. Sedan 1970 har dock den ursprungliga korsgloben med emaljkorset har satts tillbaka (denna bild togs före denna tidpunkt), medan korsgloben med briljantkorset finns att beskåda i Skattkammaren bredvid kronan.
Högst upp på bladen syns också de åtta stora briljanter, som även de sattes dit 1818 istället för de stora pärlor som tidigare satt där. De sitter vanligen kvar, men någon gång har pärlorna från en av prinskronorna satts tillbaka för att visa på det ursprungliga utseendet (se mer under rubriken Utseende före och efter Karl XIV Johans förändringar av kronan). Diamantrosetterna som sattes dit 1818 togs bort redan 1909.
Kronan är på denna bild fodrad med en hätta med pärlstickade guldbroderier från 1778, som 1970 ersattes av en ny hätta av röd sammet utan broderier

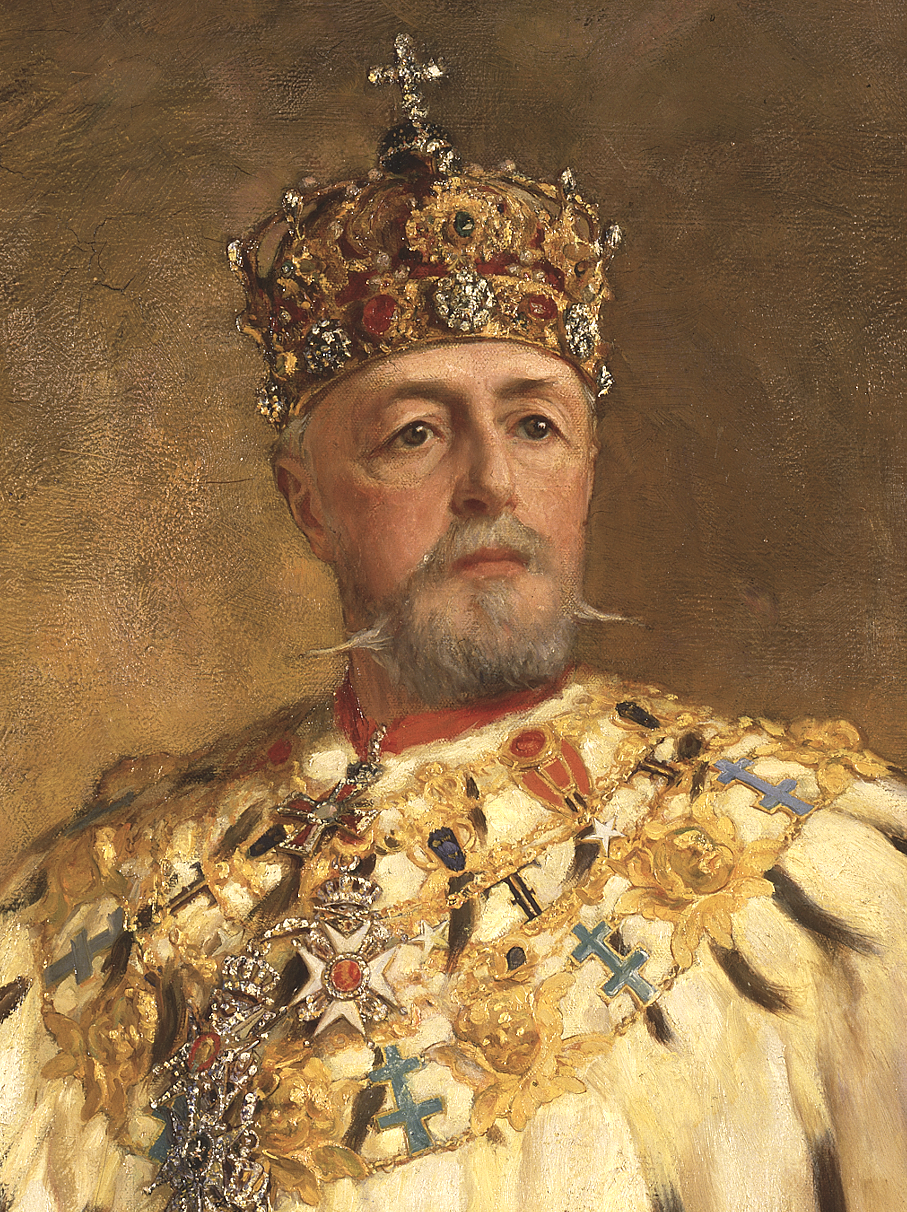
Oscar II målad av Oscar Björck. På porträttet bär kungen Erik XIV:s krona i det utseende den hade mellan 1818 och 1909. Diamantrosetterna, som här sitter på kronringen togs bort 1909 och ingår idag i ett diadem, som tillverkades på 1900-talet

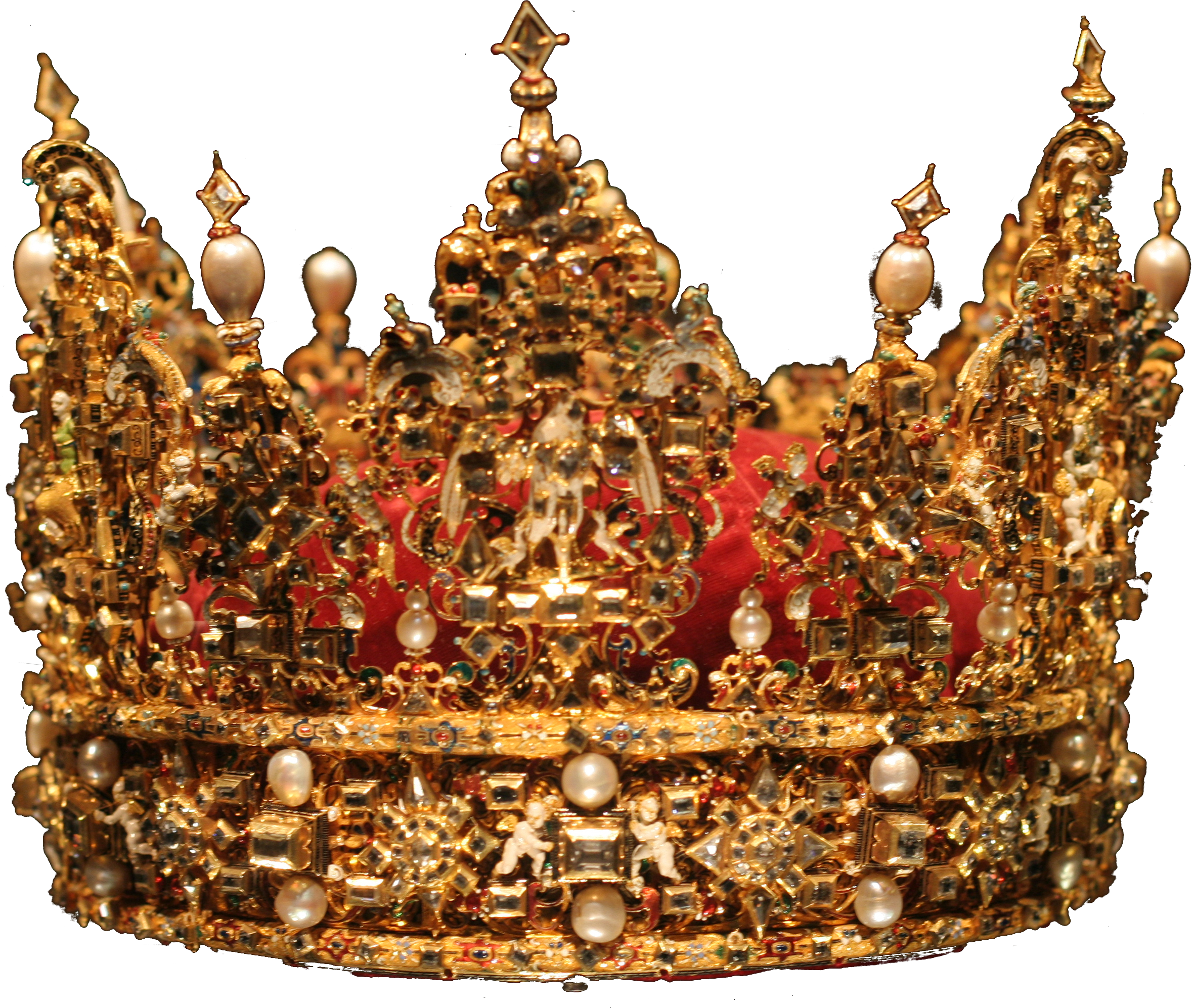
Denna öppna krona utan byglar är liksom Erik XIV:s krona i renässansstil och fungerade en tid, fram till Kristian V:s kröning, som Danmarks kungakrona. Den tillverkades inför Kristian IV:s kröning 1596 och är alltså ungefär samtida med Erik XIV:s krona (35 år yngre)

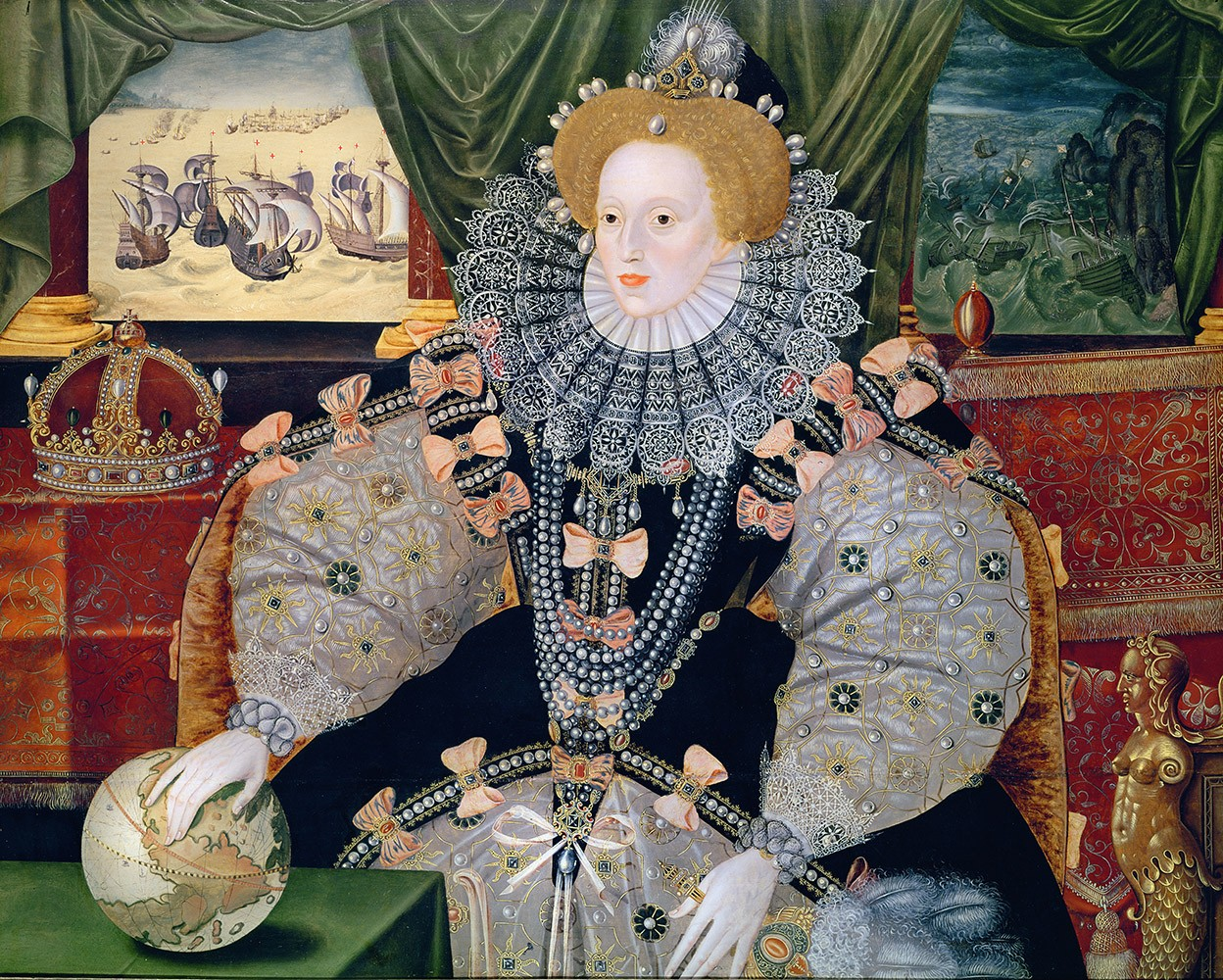
På detta porträtt av Elisabet I av England, syns den engelska bygelkronan i renässansstil till vänster med de för renässansen typiska pärlorna både på drottningens kläder och på kronan. Denna krona finns idag inte längre kvar eftersom Oliver Cromwell lät förstöra alla äldre kronor i England. Därför tillverkades nya kronjuveler av delvis gömt äldre material inför Karl II:s kröning efter restaurationen 1660

Erik XIV:s krona är ett av de äldsta föremålen bland Sveriges riksregalier och är den krona som flest gånger använts som Sveriges kungakrona av svenska monarker. Den används vid högtidliga tillfällen som vid kröningar, kungliga dop och bröllop etc. Den är tillverkad i Stockholm av en flamländsk guldsmed, Cornelis ver Weiden, liksom även riksäpplet. Genom kvittot kan den dateras till 1561. Möjligen är den tillverkad av återanvänt material från äldre kronor, till exempel guld och ädelstenar.
Erik XIV:s krona väger 1,7 kilo (1 715 gram före restaureringen 1970). Kronan var också före 1970 23,7 centimeter hög med korsgloben som sattes dit 1818.

## Utseende

### Om utseendet i allmänhet
Den utgörs av en kronring med fyra större blad och fyra aningen mindre blad mellan byglarna (så kallade spiror). Mellan de större bladen sträcker sig fyra byglar i ett kors över kronans centrum och överst på kronan finns en korsglob med ett emaljkors. Mellan de sammanlagt åtta bladen finns mindre spiror med vardera tre pärlor.
Hela kronan präglas av ett detaljerat guldsmide och av emaljarbeten i olika färger, och den är besatt med ädelstenar, pärlor och briljanter. Det mesta i arbetet är ursprungligen gjort i en stil som är tidstypisk för renässansen, men den har delvis senare förändrats. Det mesta i kronan är idag dock återställt. En förändring – som fortfarande finns kvar efter senare tiders restaureringar – är de åtta briljanter som finns högst upp på de åtta bladen. De sattes dit år 1818 (se nästa stycke).

### Ädelstenar
Ädelstenarna utgörs på kronringen av två stora rundslipade eller cabochonslipade (röda) rubiner mitt på fram- och baksidorna och av två stora rundslipade (gröna) smaragder på de båda långsidornas mitt, alla fyra placerade under de fyra större bladen. Under de fyra mindre bladen är fyra fyrkantiga (vita) briljanter (eller bergkristaller) placerade. Mitt på de två större bladen mitt på fram- respektive baksidorna är mindre rundslipade (gröna) smaragder placerade (ovanför den större rubinen på kronringen, mindre ) och mitt på de större bladen mitt på långsidorna är något mindre rundslipade rubiner placerade (ovanför den större smaragden på kronringen). På de övriga fyra mindre bladen är liksom på kronringen fyrkantiga briljanter eller bergkristaller innefattade.

### Det detaljerade figurguldsmidet och emaljsmidet
Granskar man kronan noggrant så uppenbaras olika symboler i kronans detaljerade guldsmide, bland annat de sju kardinaldygderna samt Caritas humana, den latinska beteckningen för ”människokärleken”. De åtta bladen smyckas alla upptill av två lejon som bär upp en vase, som är Vasaättens vapen.
I emaljsmidet förekommer även Sveriges tre kronor, Danmarks tre leoparder och Norges yxbärande lejon, en del av stridigheterna mellan Danmark och Sverige om trekronorsvapnet (Danmark använde trekronorsvapnet i sitt riksvapen trots att Sverige utträtt ur Kalmarunionen). Dessa stridigheter var en av anledningarna till nordiska sjuårskriget.

#### Erik XIV:s monogram och Johan III:s pärlkartuscher
Under de åtta mindre spirorna mellan bladen finns Erik XIV:s monogram ”ER” (förkortning för hans namns latinska form Ericus Rex ”kung Erik”) ingraverade i guldsmidet och ursprungligen också färglagt. Dessa åtta monogram har sedan Johan III avsatte sin bror dolts av åtta pärlkartuscher med två pärlor ställda lodrätt i vardera kartusch Erik XIV, Johan III:s äldre bror, hade Johan III nämligen lyckats avsätta som kung 1568. Alla pärlkartuscher har vid något tillfälle tagits bort samtidigt som de ursprungliga pärlorna satts tillbaka för att helt återställa det utseende kronan hade under Erik XIV:s tid. – Se vidare under Diamantrosetterna och Johan III:s pärlkartuscher.

### Kronans byglar
Kronans byglar var ett uttryck för kung Eriks önskan att hävda Sveriges storhet och betydelse som självständig stat efter dess definitiva utträde ur Kalmarunionen 1523. Alltfler monarker skaffade sig kronor med byglar som ett uttryck för att kungen inte välsignades av valmännen i en valmonarki (ett valrike) utan istället var en kung av Guds nåde i en arvmonarki (arvrike).
Kronor med byglar hade ursprungligen Karl den stores krona (se riksregalier, där några av Tysk-romerska rikets regalier finns på bild) från år 800 som förebild. Erik XIV:s krona hade i sin tur förmodligen den engelska kungakronan som förebild, vilken syns på porträttet av Elisabet I av England här bredvid.
Den enda slutna kronan som dessförinnan gjorts i Sverige var Gustav Vasas begravningskrona, som följde med honom i graven (begravningskronor är gjorda av enklare metall och med ett enklare arbete, vanligen med svart sammet som foder). Den krona Gustav Vasa bar i livet och alla de äldre var öppna kronor, det vill säga saknade byglar.

Äldre bygelkronor eller slutna kronor

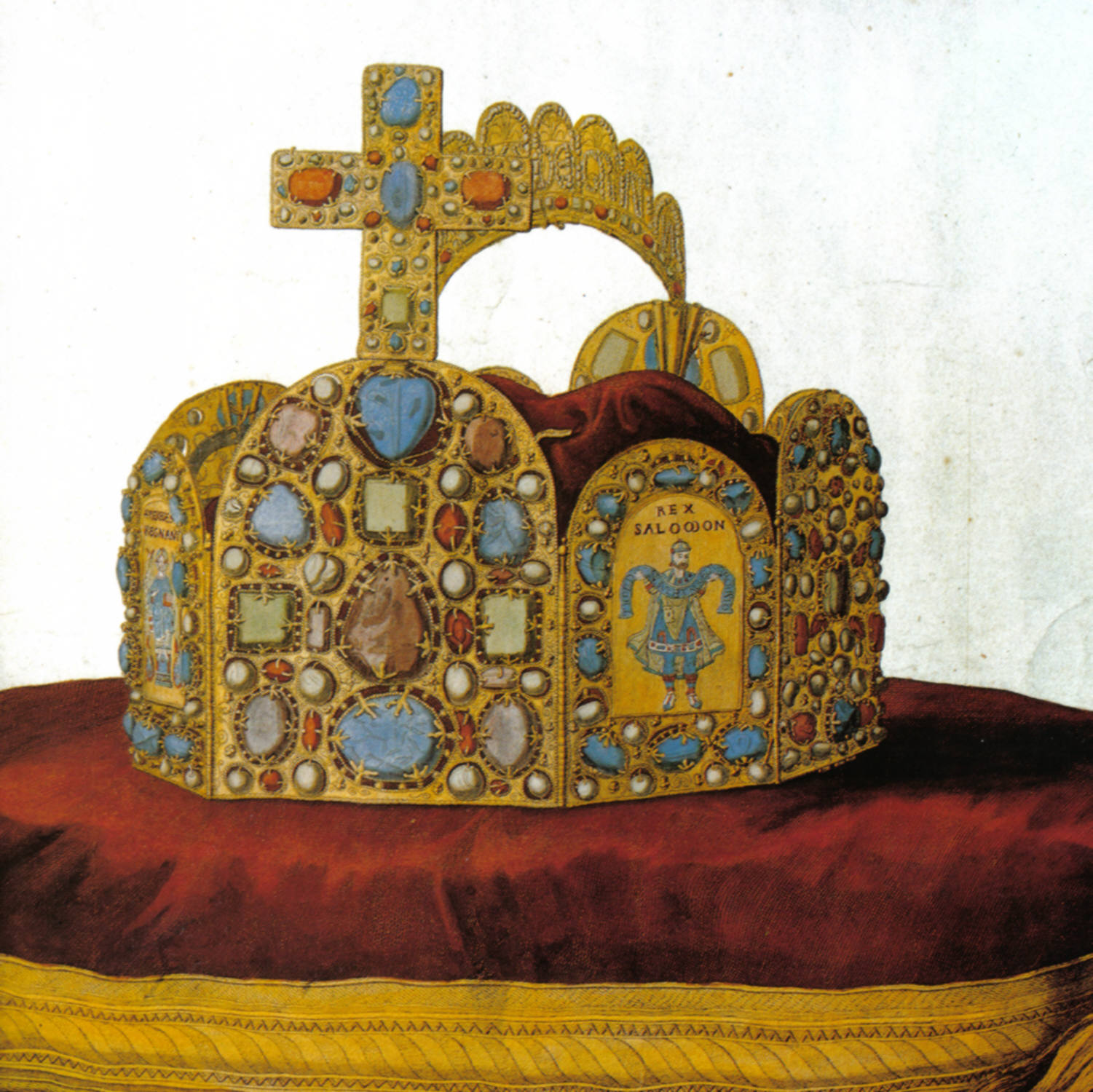
Tysk-romerska rikets kröningskrona, Karl den stores krona, från år 800
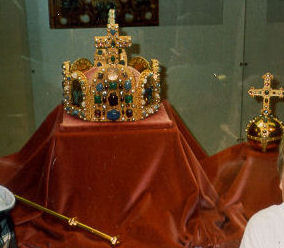
Tysk-romerska rikets regalier fotograferade i Wien
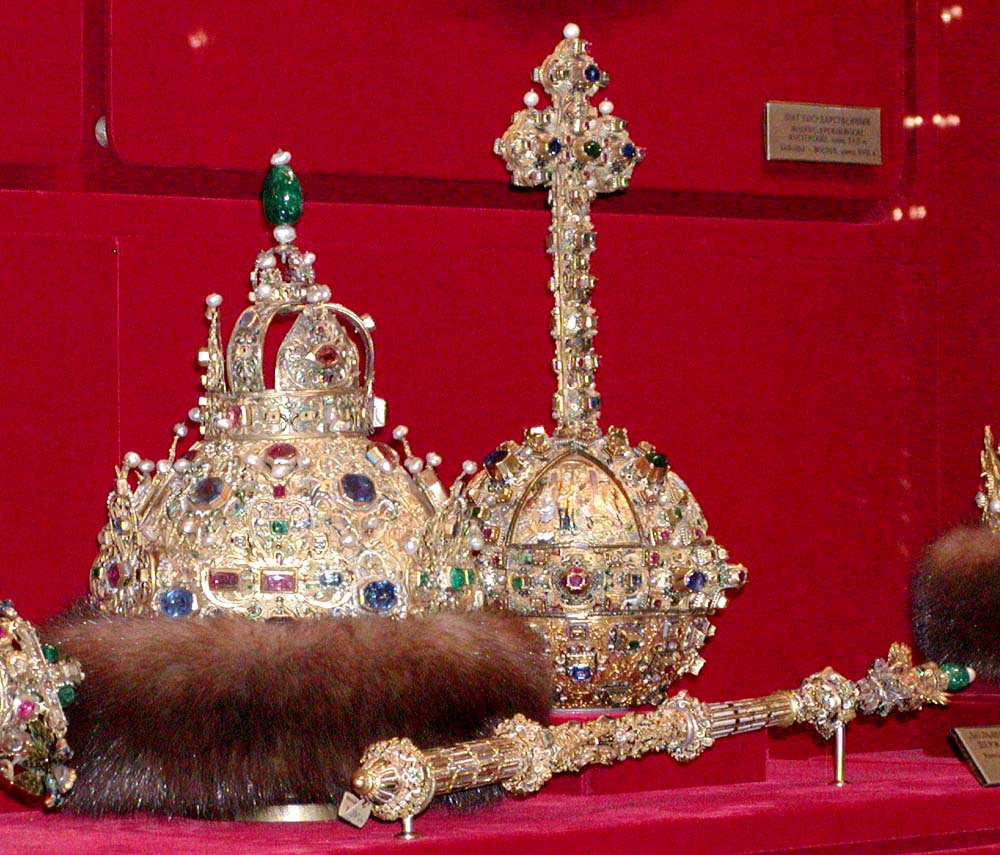
Ryska kejserliga regalier före Katarina II

## Utseende före och efter Karl XIV Johans förändringar av kronan. Restaureringar under 1900-talet

### Borttagna pärlor

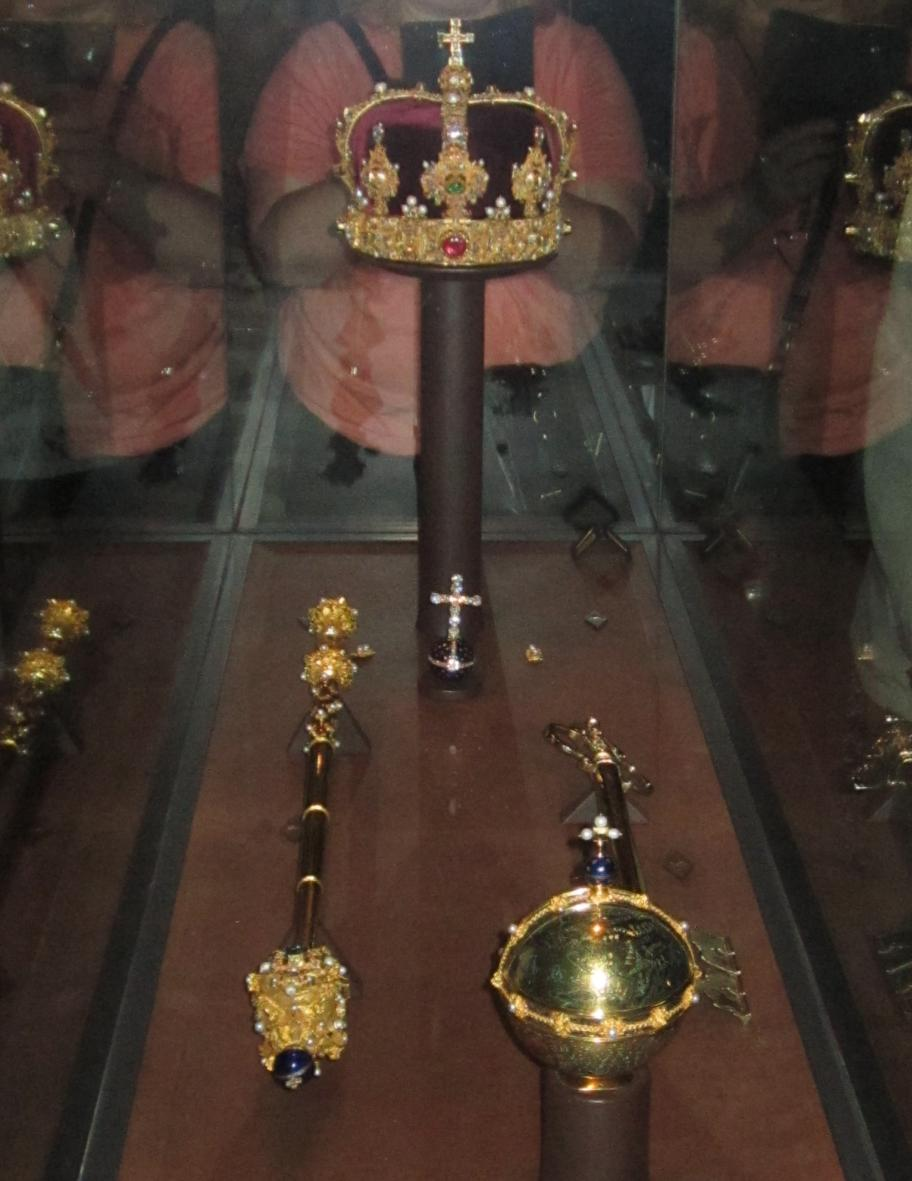
Kungakronans utseende idag (2014) såsom den är utställd i samma monter som kungaspiran och äpplet i Skattkammaren.

Ursprungligen fanns pärlor också högst upp på bladen. De lät Karl XIV Johan ersätta med briljanter inför sin kröning 1818 och de finns kvar där än. Pärlorna har vid tillfällen satts tillbaka på kronan för att visa på det ursprungliga utseendet. Pärlorna gav kronan ännu mer en renässansprägel, eftersom pärlor är vanliga på smycken och kläder under denna period. Det kan till exempel ses på en på porträttet av Elisabet I av England här ovan.
De överblivna pärlorna flyttades senare över till en av prinskronorna, prins Oscar (II):s hertigkrona (se nedan under Övriga kronor).

### Diamantrosetterna och Johan III:s pärlkartuscher
Karl XIV Johan lät också inför sin kröning besätta kronringen med åtta diamantrosetter och låta de fyra större bladen placeras ovanför dem, varvid rubinerna och smaragderna hamnade under de åtta mindre spirorna mellan de åtta bladen.
Diamantrosetterna ersatte de åtta tidigare pärlkartuscher med vardera två pärlor lodrätt ställda, vilka Johan III hade låtit sätta dit för att dölja Erik XIV:s namnchiffer.
1909 togs diamantrosetterna bort medan pärlkartuscherna återinsattes, vilket syns på senare bilder av kronan, bland annat från 1927 i Bonniers Konversationslexikon. På bilden i Bonniers Konversationslexikon syns också att de åtta bladen ännu inte placerats på sin ursprungliga plats ovanför de fyra rundslipade ädelsetenarna och fyra fyrkantiga briljanterna. Istället är de fortfarande placerade ovanför Johan III:s pärlkartuscher där diamantrosetterna suttit. På 1930- eller 1940-talet sattes de åtta spirorna senare tillbaka på sina ursprungliga platser. – Diamantrosetterna sattes sedan in i ett diadem, som än idag används av kungahusets prinsessor.
Vid visningen av kronan i Skattkammaren idag är en av pärlkartuscherna borttagen och lagd bredvid kronan för att visa hur Erik XIV:s namnchiffer ser ut därunder.

### Korsgloben med briljantkorset
Kung Karl Johan lät också ersätta den ursprungliga korsgloben i guld med emaljerat kors högst upp på kronans byglar med en ny blå korsglob med stjärnor och band i briljanter och med ett stort briljantkors högst upp. Den ursprungliga korsgloben är liksom den övriga kronan karaktäriserad av ett detaljerat figurguldsmide i renässansstil och passar bättre ihop med den övriga kronan. Den blå korsgloben skapade en stark kontrast och bröt kronans symmetri, bland annat eftersom den var för stor i jämförelse med den övriga kronan.
Inför Skattkammarens öppnande för en permanent utställning av kronjuvelerna 1970 sattes den ursprungliga korsgloben tillbaka på sin plats högst upp på kronan. Den blå korsgloben finns kvar att beskåda i Skattkammaren bredvid kronan.

## Historiska anekdoter

### Tillverkning och ej levererad beställning från Antwerpen
Erik XIV:s krona tillverkades för att användas för Erik XIV:s kröning 1561 och detsamma gäller Erik XIV:s spira och riksäpple. Ursprungligen hade man beställt regalier från Antwerpen, men de levererades aldrig. Eftersom historikerna kände till beställningen trodde de länge att åtminstone kronan hade detta ursprung men Rudolf Cederström kunde 1942 i sin bok De svenska riksregalierna visa att samtliga regalier utom de två rikssvärden tillverkats i Sverige, dock långt ifrån alla av inhemska mästare.

### Smärre förändringar och skador
Erik XIV:s krona har ett par gånger fallit i golvet och i marken. Det ena tillfället var när rikskansler Nils Gyllenstierna tappade kronan i golvet vid bröllopsmåltiden efter Erik XIV:s och Karin Månsdotters bröllop. Det andra var när kronan föll av Karl XII:s huvud när han steg till häst efter kröningsceremonin.
Erik XIV:s krona förändrades något, liksom de samtida spiran och riksäpplet (se Sveriges riksregalier), inför hans bröllop med Karin Månsdotter (jämfört med dessa regaliers utseende under hans kröning tidigare). Dessa arbeten utfördes av Frantz Beier. Det är oklart vad som förändrades när det gäller kronan.
Från Karl XII:s tid härstammade troligen också monogrammet CRS (latin: Carolus Rex Sueciae, ”Karl Sveriges Konung”), som under denna tid graverats in på vissa mindre delar av kronringen, men som togs bort i samband med Fredrik I:s förändringar av kronan (se nästa stycke).

### Erik XIV:s krona under Fredrik I

#### Fredrik I och Maria Eleonoras krona
När Fredrik I efterträdde Ulrika Eleonora var han tvungen att den 3 maj 1720 låta sig krönas med Maria Eleonoras krona, som då aldrig burits av någon kung, eftersom det var en drottningkrona.
Fredrik I var tvungen att låta sig krönas med denna krona, då en tvist hade uppkommit mellan dels kungaparet och främst Fredrik I:s hustru, den tidigare regerande drottning Ulrika Eleonora, som var mycket mån om sina regalier, och dels det för regaliernas tillsyn ansvariga ämbetsverket Kammarkollegiet om hur regalierna skulle användas (se mer om denna tvist i artikeln och avsnittet Sveriges riksregalier#Tvister om förvaltning av och dispositionsrätt över regalierna.
Eftersom tvisten inte var löst vägrade nämligen Kammarkollegiet att lämna ut Erik XIV:s krona varigenom Fredrik I var tvungen att använda den tidigare drottningkronan, som dittills aldrig burits av någon kung. Ulrika Eleonora hade likaledes krönts med denna drottningkrona. Senare fick dock Fredrik I använda Erik XIV:s krona eftersom drottningen behöll sin drottningkrona. Den förändrades av honom, och mer om det finns i nästa avsnitt.

#### Fredrik I:s förändringar
Men Maria Eleonoras krona är tyngre än Erik XIV:s krona, omkring 2,5 kg, så Fredrik I övergick sedan vid högtidliga tillfällen till att bära Erik XIV:s krona och en åt honom nysydd kungamantel istället för drottning Kristinas tunga mantel. Dessutom lät han byta ut kronringen på Erik XIV:s krona, för att göra den ännu lättare i enlighet med sin smak, möjligen också för att denna kronring innehöll bokstäverna CRS. Den gamla kronringen sattes åter på plats efter kung Fredriks död 1751.

### Hättan
Kronan är sedan 1970 återigen fodrad med en mer ursprunglig sorts hätta av enkelt rött sammet utan broderier, som ersatte en hätta som sattes dit 1778 under Gustav III:s tid. Hättan från 1778 var av purpursammet med pärlstickade guldbroderier.